# Имперское аббатство Херфорд
Аббатство Херфорд (нем. Frauenstift Herford) было старейшим женским монастырём в герцогстве Саксония. Он был основан как дом для монахинь в 789 году в Мюдехорсте (недалеко от современного Билефельда) дворянином по имени Вальтгер, который перенес его примерно в 800 году на земли своего имения Херивурт (позже Ольденхерворд), находившегося на пересечении важных дорог и бродов через реки Аа и Верре. Нынешний город Херфорд вырос на этом месте вокруг аббатства.

## История

### Период с IX по XII века
Аббатство было освящено в 832 году и повышено до статуса Имперского аббатства («Reichsabtei») при императоре Людовике Благочестивом. В религиозных делах оно подчинялось непосредственно Папе Римскому и было наделено третью владений, первоначально предназначавшихся для аббатства Корвей.
В 860 году, по настоянию аббатисы Хадуви, из её обители в Бинсоне («vicus bausionensis» недалеко от Шалон-ан-Шампань, Корби) были привезены мощи святой Пузинны, позже ставшей покровительницей Херфорда. Присутствие этой реликвии в аббатстве увеличивало его важность, и со временем его посвящение было изменено на святых Марию и Пусинну.
При аббатисе Матильде I здесь воспитывалась её внучка Матильда, впоследствии канонизированная за свою благотворительную деятельность и основание многочисленных монастырей и религиозных центров в Саксонии и Тюрингии. В 909 году, благодаря переговорам своей бабушки, она была выдана замуж за Генриха, герцога Саксонии, а впоследствии короля Германии Генриха I.
Между 919 и 924 годами Херфорд был разрушен венграми, но восстановлен в 927 году.

### Имперский статус
В 1147 году аббатство, которое к тому времени насчитывало почти 850 поместий и ферм, получило вольный имперский статус (нем. Reichsunmittelbarkeit). Это сделало его самостоятельной территорией в пределах Священной Римской империи, которая просуществовала до 1803 года. Аббатисы монастыря получили статус равный имперским князьям (нем. Reichsfürstinnen) и заседали в Рейхстаге в Рейнской коллегии прелатов. Территория входила в состав Вестфальского округа.

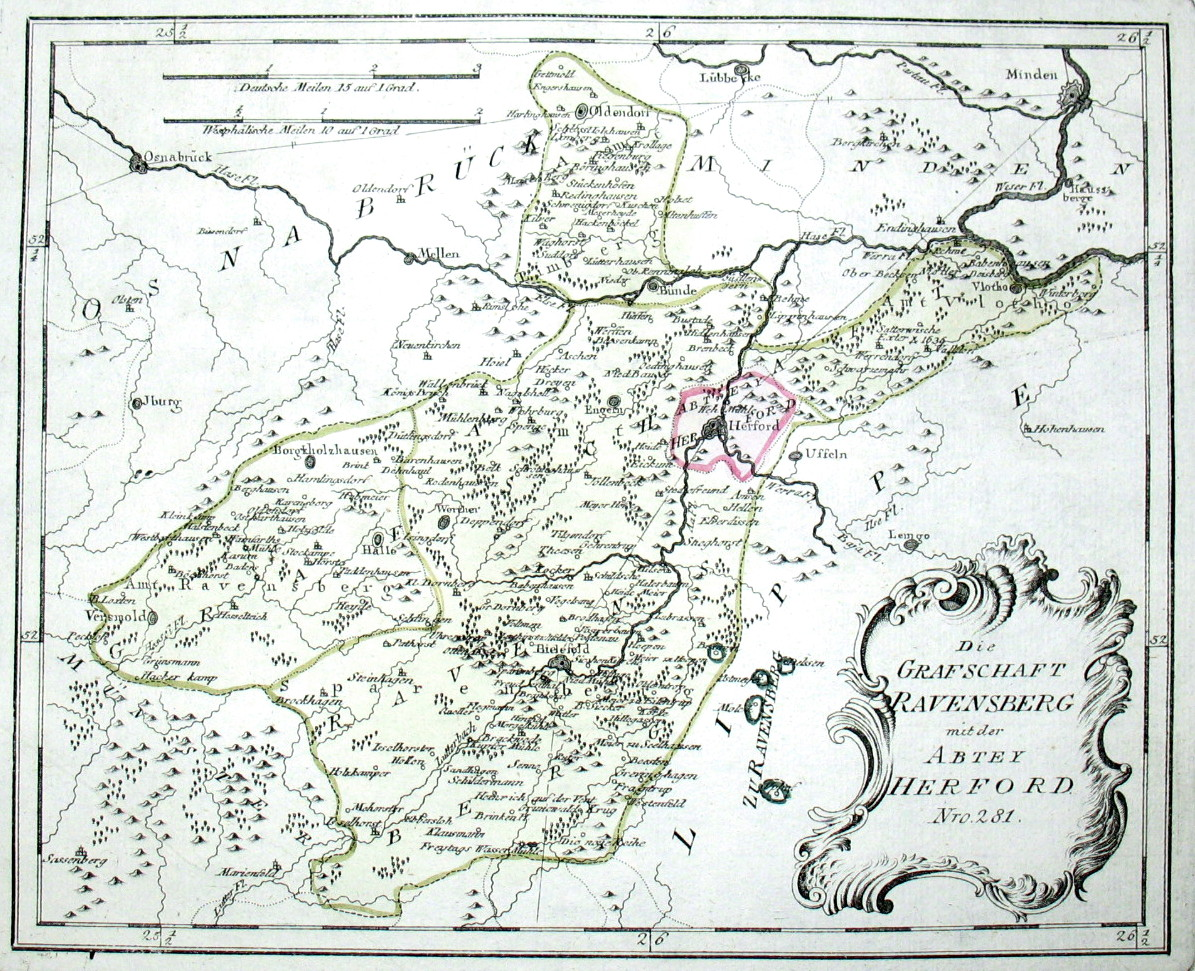
Территория аббатства Херфорд (обведена фиолетовым) на карте конца XVIII века

Первыми наместниками имперского аббатства были назначены Биллунгеры, а после их смерти Генрих Лев назначил графов Шваленбергов новыми наместниками. С 1180 года, после падения Генриха Льва, они стали наместниками для архиепископства Кёльна и герцогства Вестфальского. К 1261 году должность перешла к графам Штернбергам, а в 1382 году — к графам Юлих-Берга.
Город Херфорд, возникший у монастыря, приобрёл городские права в районе 1170—1180 годов, а позже, как имперский город Херфорд, приобрёл собственное право Вольного имперского города.
К концу XV века в «Sancta Herfordia» (Святой Херфорд), как его начали называть, имелось около 37 церквей, часовен и монастырей, а также госпитали. В связи с этим духовная жизнь города была сопоставима с жизнью такого крупного центра, как Кёльн.

### Реформация
В 1533 году, во время Реформации, аббатство Херфорда стало лютеранским, попав под власть правителей Бранденбурга. С 1649 года на протяжении более столетия все аббатисы были кальвинистками, но это не меняло лютеранского характера княжества.

### Роспуск
В 1802 году аббатство было распущено в связи с секуляризацией по условиям заключительного постановления Имперской депутации и 25 февраля 1803 года было присоединено к графству Равенсберг, которое принадлежало королевству Пруссия.
Бывшая церковь аббатства по-прежнему используется и известна как Херфордский собор (Herforder Münster).